# Valenovac
Valenovac est un village de la municipalité de Feričanci (comitat d'Osijek-Baranja) en Croatie. Au recensement de 2011, le village comptait 185 habitants.